# SN 1997ao
SN 1997ao – supernowa odkryta 5 marca 1997 roku w galaktyce A134705+0208. W momencie odkrycia miała maksymalną jasność 24,30m.